# Greg Draper
Greg Draper (ur. 13 sierpnia 1989 w Christchurch) – nowozelandzki piłkarz grający na pozycji napastnika.

## Kariera klubowa
Draper profesjonalną karierę zaczynał w Canterbury United. Dość często zmieniał kluby. Występował kolejno w zespołach: Woolston Technical, Canterbury United, Ferrymead Bays, Wellington Phoenix, Whittlesea Zebras, Melbourne Knights i Team Wellington. W 2010 roku postanowił spróbować sił w Europie. Trafił do grającego w niższych ligach angielskiego klubu Basingstoke Town. Od lata 2011 roku jest natomiast zawodnikiem walijskiego The New Saints.

## Kariera reprezentacyjna
Draper występował w młodzieżowych reprezentacjach Nowej Zelandii. W 2007 roku wystąpił w mistrzostwach świata do lat 20, zaś rok później pojechał na igrzyska olimpijskie do Pekinu.
W dorosłej reprezentacji Nowej Zelandii zadebiutował 19 listopada 2008 roku w meczu eliminacji MŚ przeciwko Fidżi. Na boisku przebywał do 60 minuty. Do tej pory rozegrał w niej jedno spotkanie (stan na 6 czerwca 2013).
| Mecze i gole w reprezentacji | Mecze i gole w reprezentacji | Mecze i gole w reprezentacji | Mecze i gole w reprezentacji | Mecze i gole w reprezentacji | Mecze i gole w reprezentacji | Mecze i gole w reprezentacji |
| #                            | Data                         | Stadion                      | Rywal                        | Wynik                        | Gol                          | Rozgrywki                    |
| 2008                         | 2008                         | 2008                         | 2008                         | 2008                         | 2008                         | 2008                         |
| ---------------------------- | ---------------------------- | ---------------------------- | ---------------------------- | ---------------------------- | ---------------------------- | ---------------------------- |
| 1.                           | 19.11.2008                   | Lautoka, Fidżi               | Fidżi                        | 0:2                          | 0                            | El. MŚ 2010                  |

## Sukcesy
- Mistrzostwo Walii: 2012, 2013 (TNS)
- Puchar Walii: 2012 (TNS)